# 这时对，那时错
《这时对，那时错》（韓語：지금은맞고그때는틀리다）是韩国导演洪常秀创作并执导的电影，于2015年在韩国上映。影片获得第68届洛迦诺电影节金豹奖，演员郑在咏获得最佳男主角奖。

## 剧情介绍
影片由两部分构成。在第一部分中，韩国导演韩千秀在一次偶然的机会下邂逅了女艺术家尹熙贞，两人先是在咖啡店交谈，随后来到一家寿司店吃晚餐，渐渐对彼此产生了好感。然而，当熙贞得知千秀已经结婚后，感到十分失望。电影的第二部分讲述了一个相同的故事，但这次，男女主角的行为与之前有些许不同，使结局也有了微妙的变化。

## 演员阵容

### 主要人物
- 郑在咏 饰演 韩千秀
- 金敏喜 饰演 尹熙贞

### 其他人物
- 尹汝贞 饰演 姜德秀
- 奇周峰 饰演 金元鎬
- 崔化精 饰演 方秀英
- 刘俊相 饰演 安盛国
- 徐永嬅 饰演 朱英实
- 高我星 饰演 严宝拉

## 电影节展映

##### 2015年
第20届釜山国际电影节
第53届纽约电影节
第68届洛迦诺电影节
第28届东京国际电影节
第34届温哥华国际电影节
第40届多伦多国际电影节
第52届金马国际影展
第26届新加坡国际电影节
第35届夏威夷国际电影节
第59届伦敦国际电影节
第17届里约热内卢国际电影节
第30届马德普拉塔国际电影节
第53届希洪国际电影节

##### 2016年
第19届上海国际电影节
第65届墨尔本国际电影节
第59届圣弗朗西斯科国际电影节
第14届佛罗伦萨韩国电影节
第16届拉斯帕尔马斯国际电影节
第6届北京国际电影节

## 获奖与提名
| 年份 | 颁奖礼                         | 奖项                | 获奖者/入围者      | 结果 |
| ---- | ------------------------------ | ------------------- | ------------------ | ---- |
| 2015 | 第68届洛迦诺电影节             | 金豹奖              | 《这时对，那时错》 | 獲獎 |
| 2015 | 第68届洛迦诺电影节             | 最佳男主角          | 郑在咏             | 獲獎 |
| 2015 | 第35届韩国电影评论家协会奖     | 最佳男演员          | 郑在咏             | 獲獎 |
| 2015 | 第35届韩国电影评论家协会奖     | 年度十佳电影        | 《这时对，那时错》 | 獲獎 |
| 2015 | 第36届青龙电影奖               | 最佳男演员          | 郑在咏             | 提名 |
| 2015 | 第9届亚太银幕奖                | 最佳男演员          | 郑在咏             | 獲獎 |
| 2015 | 第16届釜山电影评论家协会奖     | 大奖                | 洪常秀             | 獲獎 |
| 2015 | 第16届釜山电影评论家协会奖     | 最佳女主角          | 金敏喜             | 獲獎 |
| 2015 | 第5届CINE ICON: KT&G演员企划展 | ICON OF THE YEAR    | 郑在咏             | 提名 |
| 2015 | 第53届希洪国际电影节           | 最佳男主角          | 郑在咏             | 獲獎 |
| 2015 | 第53届希洪国际电影节           | 最佳电影 (长篇)     | 不適用             | 獲獎 |
| 2016 | 第3届野花电影奖                | 最佳导演 (韩国电影) | 洪常秀             | 提名 |
| 2016 | 第3届野花电影奖                | 最佳男主角          | 郑在咏             | 獲獎 |
| 2016 | 第3届野花电影奖                | 最佳女主角          | 金敏喜             | 提名 |
| 2016 | 第3届野花电影奖                | 最佳编剧            | 洪常秀             | 提名 |
| 2016 | 第21届春史电影奖               | 最佳导演            | 洪常秀             | 提名 |
| 2016 | 第21届春史电影奖               | 最佳男主角          | 郑在咏             | 提名 |
| 2016 | 第21届春史电影奖               | 最佳女主角          | 金敏喜             | 提名 |
| 2016 | 第25届釜日电影奖               | 最佳男主角          | 郑在咏             | 提名 |
| 2016 | 第14届佛罗伦萨韩国电影节       | 特别提及            | 洪常秀             | 獲獎 |